# Emil Beeler
Emil Beeler (* 7. November 1937 in Schänis) ist ein ehemaliger Radsportler aus der Schweiz und Schweizer Meister im Radsport.

## Sportliche Laufbahn
Beeler begann 1956 mit dem Radsport. Mit dem Sieg bei der Habsburg-Rundfahrt 1957 schaffte er die Qualifikation in die damalige A-Klasse der Amateure in der Schweiz. 1958 konnte er die Zürichsee-Rundfahrt gewinnen. Ein Jahr später wurde er Landesmeister bei den Amateuren. Dies brachte ihm die Nominierung für die UCI-Strassenweltmeisterschaft ein, wobei er jedoch das Rennen aufgab. Im Herbst gewann er die Limmattal-Rundfahrt. Diesen Sieg konnte er 1960 wiederholen, zudem gewann er die erste Austragung des Einzelzeitfahrens von Zürich. Er nahm an den Olympischen Sommerspielen in Rom teil und belegte im Strassenrennen Platz 32. Danach löste er eine Lizenz als Unabhängiger, um so auch an den Rennen der Berufsfahrer teilnehmen zu können. 1961 unterbrach er seine Laufbahn für ein Jahr, fuhr Anfang 1962 noch einige Rennen und trat dann vom Radsport zurück.

## Berufliches
Beeler absolvierte eine Ausbildung zum Coiffeur.

## Familiäres
Sein Sohn Karl war ebenfalls Radrennfahrer.